# Schwarze Komödie (Film)
Als Schwarze Komödie (von engl. Black Comedy) wird ein Filmgenre bezeichnet, welches der Filmkomödie untergeordnet ist. Im englischen Sprachraum hat sich zusätzlich der Begriff Dark Comedy etabliert. In Anlehnung daran gibt es auch im deutschen Sprachgebrauch die Möglichkeit, von „dunklen“ oder „düsteren Komödien“ zu sprechen – wobei es nicht nur Spielfilme, sondern auch Fernsehserien gibt, die hinsichtlich ihrer Inhalte und der Umsetzung als Schwarze Komödie eingestuft werden.
Typisch ist dabei der Einsatz von Stilmitteln wie Übertreibung, Satire und das gezielte Brechen von Konventionen, Moralvorstellungen oder gesellschaftlichen Normen. Dabei werden den Zuschauern Inhalte präsentiert, die normalerweise nicht komisch wären, durch die Art und Weise der Präsentation, die oft als Parodie und mit Ironie und Zynismus jedoch durch Überraschungs- oder Schockmomente für Belustigung oder Schadenfreude sorgen.

## Merkmale
Schwarzen Komödien befassen sich inhaltlich oft mit tabuisierten Themen wie Tod, Krankheit, Behinderung, Verbrechen oder Krieg. Weitere Themen sind politische Missstände, Terrorismus, Diskriminierung, Rassismus, Religion, Sexualität sowie weitere vom Menschen verursachte Probleme, einschließlich Lobbyismus und Klimawandel.
Protagonisten sind dabei Charaktere, denen Unrecht widerfährt, die scheitern oder unter ihren Lebensumständen leiden – wobei sie mitunter eine stoische oder selbstironische Haltung einnehmen. Dabei sind oft tragische Elemente enthalten, die im Idealfall jedoch so überzeichnet sind oder einen so starken Kontrast zum Verhalten der Personen erzeugen, dass sie komisch wirken. So sorgt sich die weibliche Protagonistin von Fargo (1996) beispielsweise mehr um ihren Kaffee als um die neben ihr im Schnee liegenden Leichen.
Dabei werden die makaberen Grenzüberschreitungen oft als filmisches Mittel eingesetzt, hinter dem sich das aufrichtige Anliegen verbirgt, Probleme aufzudecken, auf überholte Konventionen hinzuweisen oder die Verlogenheiten innerhalb einer Gruppe oder Gesellschaft zu entlarven. Häufig eingesetzte Stilmittel sind Schwarzer Humor, Sarkasmus oder Galgenhumor – die mitunter mit absurden Elementen vermischt werden.

## Die Schwarze Komödie in Asien
Fast alle der hier genannten Filme, stammen aus der Westlichen Welt, da diese Filme synchronisiert angeboten werden und somit stärker wahrgenommen werden. Die Black Comedy ist jedoch (unter anderem) auch in Bollywood und China populär.
Bollywood
In Indien wurden Ende der 1970er Jahre wurden auf Hindi Werke wie Gol Maal (1979, Hrishikesh Mukherjee) und Jaane Bhi Do Yaaro (1984, Kundan Shah) produziert, die eine Reihe von Neuverfilmungen in Sprachen wie Tamil, Kannada, Malayalam und Telugu nach sich zogen. Noch mehr Popularität gewann das Genre nach der Jahrtausendwende mit Filmen wie Dev.D (2009, Anurag Kashyap), Delhi Belly (2011, Abhinay Deo), Jigarthanda (2014, Karthik Subbaraj) und Andhadhun (2019, Sriram Raghavan), der zu den indischen Filmen zählt, die weltweit besonders erfolgreich waren.
China
Zu den ersten Schwarzen Komödien, die China verließen, zählt The Black Cannon Incident (1985, Huang Jianxin), der 1987 bei den Internationalen Filmfestspiele von Cannes gezeigt wurde (ohne am Wettbewerb teilzunehmen).
Nach 2000 hat es insbesondere der Regisseur und Drehbuchautor Ning Hao geschafft, sich mit seinen Schwarzen Komödien – insbesondere Crazy Stone (2006) und Crazy Racer (2009) – auch außerhalb Chinas einen Namen zu machen, obwohl ihm nur ein sehr geringes Budget zur Verfügung stand.
Südkorea
Wenn es um schwarzhumorige Komödien aus Südkorea geht, ist es insbesondere der Regisseur Bong Joon-ho, der internationale Bekanntheit erlangt hat. Sein Langfilmdebüt, Hunde, die bellen, beißen nicht (2000), wurde 2001 unter anderem auf dem Slamdance Film Festival und dem Filmfest München ausgezeichnet. Für Parasite erhielt er den Oscar in der Kategorie „Bester Film“ sowie zahlreiche weitere Auszeichnungen.
Auch der Regisseur Kim Jee-woon ist international bekannt. Sein Debütfilm, The Quiet Family (1998), ist ein Genremix aus Horror und Schwarzer Komödie, während er bei Cobweb (2023) schwarzen Humor mit Elementen des Dramas verbindet.

## Einige Beispiele
Schwarze Komödien lassen sich als Genre gut mit anderen Filmgenres kombinieren und sind so beliebt, dass Filme dieses Genres mit zahlreichen Auszeichnungen prämiert wurden. Im Internet gibt es diverse Plattformen und Communities, wie Rotten Tomatoes oder Moviepilot, auf denen die Beliebtheit beim Publikum und die Anzahl der positiven und kritischen Rezensionen der Filme miteinander verglichen werden.
Die Auswahl enthält eine Reihe von Filmen, die im Bereich Schwarze Komödie genannt, empfohlen oder ausgezeichnet wurden. Eine Reihe der Filme hat zahlreiche weitere Auszeichnungen erhalten, aus Platzgründen wird hier nur eine Auswahl genannt.
| Jahr | Titel                                                 | Land     | Regie                           | Weitere Genre                           | Auszeichnungen | Tipp              |
| ---- | ----------------------------------------------------- | -------- | ------------------------------- | --------------------------------------- | --- | ----------------- |
| 1944 | Arsen und Spitzenhäubchen                             | USA      | Frank Capra                     | Filmkomödie                             | Keine, aber 92 % Zustimmung bei über 25.000 Einzelbewertungen                                                                         | [ 14 ]            |
| 1947 | Monsieur Verdoux                                      | USA      | Charlie Chaplin                 | Kriminalkomödie                         | 1947: Zwei Auszeichnungen des National Board of Review, 1949: Bodil-Award, 1953: Blue Ribbon Award (Japan)                            | [ 14 ]            |
| 1949 | Adel verpflichtet                                     | UK       | Robert Hamer                    | Kriminalkomödie                         | Das British Film Institute, nennt die Filmkomödie als einen der zehn herausragenden Filme, die im Zeitalter Eduards VII. spielen.     | [ 14 ]            |
| 1955 | Immer Ärger mit Harry                                 | USA      | Alfred Hitchcock                | Filmkomödie                             | 1955: Golden Globe Award für Shirley MacLaine                                                                                         | [ 14 ]            |
| 1955 | Ladykillers                                           | UK       | Alexander Mackendrick           | Kriminalkomödie                         | 1956: 2 BAFTA-Awards als „Bestes Drehbuch“ und „Beste Hauptdarstellerin“ (Katie Johnson)                                              | [ 14 ]            |
| 1964 | Dr. Seltsam oder: Wie ich lernte, die Bombe zu lieben | UK       | Stanley Kubrick                 | Kriegssatire                            | 1965: 2 BAFTA-Awards als „Bester Film“ und „Bester Britischer Film“                                                                   | [ 3 ] [ 15 ]      |
| 1970 | MASH                                                  | USA      | Robert Altman                   | Kriegssatire                            | 1970: Goldene Palme, 1971: Golden Globe                                                                                               | [ 4 ]             |
| 1971 | Harold und Maude                                      | USA      | Hal Ashby                       | Filmdrama                               | 1974: Goldene Ähre Seminci | [ 3 ] [ 14 ]      |
| 1972 | Pink Flamingos                                        | UK       | John Waters                     | Exploitationfilm, Trashfilm             | 2021 Aufnahme ins National Film Registry                                                                                              | [ 3 ] [ 14 ]      |
| 1973 | Theater des Grauens                                   | UK       | Douglas Hickox                  | Horrorkomödie                           | |                   |
| 1975 | Die Ritter der Kokosnuß                               | UK       | Terry Jones                     | Anarchische Komödie                     | 2001: Europäischer Filmpreis (Kategorie Lebenswerk)                                                                                   | [ 3 ] [ 15 ]      |
| 1992 | Braindead                                             | NZ       | Peter Jackson                   | Zombiefilm, Slasher-Parodie             | 1992: Sitges, 1993: Fantasporto; Bester Film und Beste Spezialeffekte, etc.                                                           | [ 15 ]            |
| 1994 | Pulp Fiction                                          | USA      | Quentin Tarantino               | Gangsterfilm                            | 1994: Goldene Plame, 1995: Drehbuch-Oscar, etc.                                                                                       | [ 3 ] [ 4 ] [ 5 ] |
| 1996 | Fargo                                                 | USA      | Ethan und Joel Coen             | Krimisatire                             | 1996: Goldene Palme, 1997: 2 Oscars, etc.                                                                                             | [ 3 ] [ 14 ]      |
| 1999 | In China essen sie Hunde                              | DK       | Lasse Spang Olsen               | Actionfilm                              | Dänischer Filmpreis Robert | [ 15 ]            |
| 1998 | Idioten                                               | DK       | Lars von Trier                  | Independentfilm                         | FIPRESCI-Preis | [ 4 ]             |
| 2000 | American Psycho                                       | USA      | Mary Harron                     | Horrorkomödie, Thriller                 | 2001: Chlotrudis Award für Christian Bale                                                                                             | [ 3 ]             |
| 2005 | Adams Äpfel                                           | DK       | Anders Thomas Jensen            | Sozialdrama                             | 2005: Drei Preise beim Fantasporto, 2006: Goldener Rabe, etc.                                                                         | [ 14 ] [ 15 ]     |
| 2009 | Brügge sehen … und sterben?                           | UK / USA | Martin McDonagh                 | Filmdrama                               | 2009: British Academy Film Award/Bestes Originaldrehbuch, Boston Society of Film Critics Award für den besten neuen Filmemacher, etc. | [ 14 ] [ 15 ]     |
| 2014 | 5 Zimmer Küche Sarg                                   | NZ       | Jemaine Clement & Taika Waititi | Mockumentary, Horrorkomödie, Vampirfilm | 2014: Torino Film Festival, 2015: zwei Film Critics Society Awards, etc.                                                              | [ 15 ]            |
| 2019 | Parasite                                              | KOR      | Bong Joon-ho                    | Thriller                                | 2020: 4 Oscars für die Beste Regie und das Beste Originaldrehbuch sowie als Bester Film und Bester internationaler Film, etc.         | [ 3 ] [ 14 ]      |

Für weitere Filmbeispiele, siehe Kategorie:Schwarze Komödie